# Nyilasi Tibor
Nyilasi Tibor (Várpalota, 1955. január 18. –) magyar válogatott labdarúgó, támadó középpályás poszton és később edzőként is tevékenykedett. A Ferencvárosi TC és az FK Austria Wien játékosa volt. Az FTC örökös bajnoka. Kétszeres magyar és háromszoros osztrák bajnok.
Magyarországon 1981-ben az év labdarúgója, magyar gólkirály és Ezüstcipő‑nyertes, valamint 1984-ben osztrák gólkirály is lett. 70 alkalommal szerepelt a magyar válogatottban és 32 gólt szerzett. Két világbajnokságon vett részt (1978, 1982). 1981-ben Európa‑válogatott volt Csehszlovákia ellen. Edzőként a Ferencvárossal egyszeres magyar bajnok.

## Pályafutása

### Úttörőstadion és Fradi junior évek
Nyilasi Tibor Budán, a Vízivárosban nőtt fel. A II. kerületi Medve utcai általános iskolában kezdte tanulmányait.  Ott és a környékbeli grundokon kezdett focizni.  1965-ben édesapja vitte el a margitszigeti Úttörő Stadionba (1965–70), ahol Sepsi Attila edző tartott labdarúgó szakkört. Innentől heti két edzéssel megkezdte a rendszeres sportolást. 1966. február 23-án megkapta élete első játékosigazolását, majd 1967. április 14-én pályára lépett élete első tétmérkőzésén. Az Úttörőstadion csapatában 68 mérkőzésen 124 gólt lőtt és fejelt. 14 évesen már 180 cm magas volt és 46-os cipőt viselt.
1970-ben Kertész János, a Ferencváros (1970–83) ifjúsági csapatának akkori edzője látogatott ki a pályára és Nyilasit a zöld-fehérekhez hívta, aki Fradi-szurkolóként boldogan szerződött az Üllői útra. A család akkor már Kelenföldön lakott, nem messze onnan, ahol Sebes Gusztáv, az Aranycsapat híres szövetségi kapitánya élt. Ő is látta játszani a tehetséges Nyilasit, beszélt is vele, így tudta, hogy a szíve a Fradihoz húz. Neki is köze volt a ferencvárosi szerződéshez.
Játéktudása, futball-érettsége, kombinatív készsége, társainak helyzetbe hozása, cselező és gólszerző tudását nézve bármikor, bármelyik csatár- vagy fedezetposzton helye lett volna az én híres, sokak által aranycsapatnak nevezett, aranyos, csibész tizenegyemben…
Tehetségére jellemző, hogy a Fradi ifiben korosztályt is ugrott és ötvenötös születése ellenére az ötvenhármas korosztálynál vették figyelembe. Ekkor ismerte meg Ebedli Zoltánt, Viczkó Tamást és Vad Istvánt. Edzője Rákosi Gyula lett. 1971 és 1974 között 65 mérkőzésen 54 gólt szerzett. Utolsó junior évében a csapattal, tizenegy év után megnyerték a bajnokságot. Ezekben az időkben egy-egy mérkőzésen már az első csapatban is szerepelt. Első bajnoki mérkőzése 1973. május 19-én a Népstadionban volt a Komló ellen (1:0). Csereként állt be Engelbrecht helyére az 53. percben.
A magyar ifjúsági válogatottban 15 alkalommal szerepelt és 7 gólt szerzett. Budapest válogatott 16, serdülő válogatott 3 alkalommal volt.

### 1974–1988
Két bajnoki cím, valamint három Magyar Népköztársaság-kupa  megszerzése után, 1981-ben 30 találattal ő lett a magyar bajnokság gólkirálya, s ő kapta ebben az esztendőben az Európai Ezüstcipőt is. Szerepelt az 1975-ben Kupagyőztesek Európa-kupája döntőt játszó FTC-ben. Összesen 243 magyar bajnoki mérkőzésen 130 gólt lőtt.
Szerepelt az 1978-as és az 1982-es világbajnokságon is, ahol öt mérkőzésen két gólt szerzett. A nemzetközi sikereknek köszönhetően 1983-ban szerződést ajánlott neki az Austria Wien (1983–87) együttese. Itt zsinórban három bajnoki címet szerzett és ez első idényben 1984-ben 26 találattal ő lett a bajnokság gólkirálya. Szerepelt az Európa-válogatottban is (1981).

### Edzőként
A Ferencváros legendás játékosa edzőként is jeleskedett. Két időszakban irányította a zöld-fehéreket, 1990 és 1994 között egy bajnoki címet, három kupagyőzelmet és egy Szuperkupa-győzelmet ért el vezetőedzőként. A második periódusában (1997–1998) kevesebb sikert szerzett, akkor az együttes ezüstérmes lett a bajnokságban. Összesen 253 (170+73) mérkőzésen ült a kispadon, ebből 171 bajnoki volt.

### Sportvezetőként
1998. november 28-án ült utoljára a Fradi kispadján, majd tapasztalatával és szaktudásával 1999-től a Sport TV szakkommentátora lett. 2002 és 2007 között a Magyar Labdarúgó-szövetség utánpótlásért felelős szakfelügyelője volt. 2013 januárjában tagja lett az UEFA szakmai bizottságának.
2014. szeptemberétől Dárdai Pál szövetségi kapitány szakmai stábjában tevékenykedik. 2015 novemberében távozott a válogatottól, miután Bernd Storck kicserélte a stábot. Storck felajánlotta Nyilasinak, hogy maradhat, de nem kívánt élni a lehetőséggel. Ugyanakkor az MLSZ elnökségi tagja maradt. 2010 augusztusától sportigazgatóként dolgozik a Magyar Labdarúgó Szövetségben, ahol az OTP-MOL Bozsik-program irányítása is hozzá tartozik, amelynek fő célkitűzése a labdarúgás tömegesporttá fejlesztése és a tehetségkutatás. 2018-ban új szakmai bizottság alakult a Magyar Labdarúgó-szövetségben, amelynek a vezetője lett. A szakmai bizottság tagja lett továbbá Dárdai Pál, Egervári Sándor, Gellei Imre, Kovács Kálmán, Fehér Csaba, Gera Zoltán, Hajnal Tamás, Lőw Zsolt, Szabics Imre, Markó Edina, Takács Mihály, Fórián Zsolt.

## Sikerei, díjai

### Játékosként

#### Klubcsapatokban
Ferencváros
- Magyar bajnokság: 
  - bajnok (2 alkalommal): 1976, 1981
  - ezüstérmes (5 alkalommal): 1973,1974, 1979, 1982, 1983
  - bronzérmes (2 alkalommal): 1975, 1977
- Magyar Népköztársasági-kupa:
  - győztes (3 alkalommal): 1974, 1976, 1978
  - döntős (2 alkalommal): 1977, 1979
- KEK:
  - döntős (1 alkalommal): 1974-1975
- BEK: 
  - nyolcaddöntős (1 alkalommal): 1976-1977

 Austria Wien
- Osztrák bajnokság:
  - bajnok (3 alkalommal): 1983–1984, 1984–1985, 1985–1986
  - ezüstérmes (2 alkalommal): 1986–1987, 1987–1988
- Osztrák kupa:
  - győztes: 1986
  - döntős: 1984, 1985
- BEK:
  - negyeddöntős: 1984–1985
- UEFA-kupa:
  - negyeddöntős: 1983–1984

#### Válogatottal
- Magyarország:
  - Világbajnokság-csoportkör (2): 1978, 1982
- Európa-válogatott (1): 1983

### Edzőként
- Ferencváros: 
  - Magyar bajnok (1): 1992
  - Magyar bajnoki ezüstérmes (3):1991, 1998, 1999
  - Magyar bajnoki bronzérmes (1):1993
  - Magyarkupa-győztes (3): 1991, 1993, 1994
  - Magyar szuperkupa-győztes (1): 1993
  - Magyar szuperkupa-ezüstérmes (1): 1992

### Egyéni
- NBI gólkirály:  1981 (30 gól)
- Európa válogatott (1981)
- Az év labdarúgója:  1981
- Toldi-vándordíj: 1981, 1982, 1983
- Az FTC örökös bajnoka: 1984
- Pro Urbe díj – Bécs: 1984
- A Magyar Köztársasági Érdemrend tisztikeresztje: 1994
- ezüstcipő: 1980–1981
- osztrák gólkirály: 1983–1984 (26 gól)
- UEFA-kupa gólkirály: 1983-1984 (9)

## Statisztika

### Klubcsapatban
| Klub            | Szezon   | NB1        | NB1        | NB1        | MNK          | MNK          | MNK          | Nemzetközi | Nemzetközi | Nemzetközi | Nemzetközi | Egyéb | Egyéb | Összesen | Összesen |
| Klub            | Szezon   | Hely.      | Mérk       | Gól        | Hely.        | Mérk         | Gól          | Kupa       | Hely.      | Mérk       | Gól        | Mérk  | Gól   | Mérk     | Gól      |
| --------------- | -------- | ---------- | ---------- | ---------- | ------------ | ------------ | ------------ | ---------- | ---------- | ---------- | ---------- | ----- | ----- | -------- | -------- |
| Ferencvárosi TC | 1972–73  | 2.         | 1          | —          | —            | —            | —            | —          | —          | —          | —          | —     | —     | 1        | —        |
| Ferencvárosi TC | 1973–74  | 2.         | 2          | —          | 1.           | 2            | —            | —          | —          | —          | —          | 2     | —     | 6        | —        |
| Ferencvárosi TC | 1974–75  | 3.         | 25         | 6          | —            | 1            | 1            | KEK        | 2.         | 5          | 2          | 11    | 7     | 42       | 16       |
| Ferencvárosi TC | 1975–76  | BAJNOK     | 28         | 12         | 1.           | 6            | 4            | KK         | —          | 2          | 3          | 15    | 9     | 51       | 28       |
| Ferencvárosi TC | 1976–77  | 3.         | 26         | 17         | 2.           | 5            | 2            | BEK        | —          | 3          | 4          | 4     | 2     | 38       | 25       |
| Ferencvárosi TC | 1977–78  | 9.         | 28         | 8          | 1.           | 8            | 1            | UEFA       | —          | 2          | —          | —     | —     | 38       | 9        |
| Ferencvárosi TC | 1978–79  | 2.         | 29         | 21         | 2.           | 11           | 7            | KEK        | —          | 4          | 1          | 10    | 17    | 54       | 46       |
| Ferencvárosi TC | 1979–80  | 6.         | 22         | 12         | —            | —            | —            | UEFA       | —          | 2          | —          | 11    | 4     | 35       | 16       |
| Ferencvárosi TC | 1980–81  | BAJNOK     | 34         | 30         | —            | 5            | 1            | —          | —          | —          | —          | 2     | 2     | 41       | 33       |
| Ferencvárosi TC | 1981–82  | 2.         | 25         | 10         | —            | —            | —            | BEK        | —          | 2          | —          | 2     | —     | 29       | 10       |
| Ferencvárosi TC | 1982–83  | 2.         | 23         | 15         | —            | 3            | 5            | UEFA       | —          | 4          | —          | 9     | 8     | 39       | 28       |
| Ferencvárosi TC | Összesen | Összesen   | 243        | 131        |              | 41           | 21           |            |            | 24         | 10         | 66    | 49    | 374      | 211      |
| Klub            | Szezon   | Osztrák BL | Osztrák BL | Osztrák BL | Osztrák Kupa | Osztrák Kupa | Osztrák Kupa | Nemzetközi | Nemzetközi | Nemzetközi | Nemzetközi | Egyéb | Egyéb | Összesen | Összesen |
| Klub            | Szezon   | Hely.      | Mérk       | Gól        | Hely.        | Mérk         | Gól          | Kupa       | Hely.      | Mérk       | Gól        | Mérk  | Gól   | Mérk     | Gól      |
| Austria Wien    | 1983–84  | BAJNOK     | 29         | 26         | 2.           | 7            | 9            | UEFA       | 5 / 8.     | 8          | 9          | 16    | 7     | 60       | 51       |
| Austria Wien    | 1984–85  | BAJNOK     | 26         | 17         | 2.           | 4            | 2            | BEK        | 5 / 8.     | 6          | 2          | 17    | 19    | 53       | 40       |
| Austria Wien    | 1985–86  | BAJNOK     | 20         | 18         | 1.           | 1            | 2            | BEK        | —          | 4          | 1          | 12    | 17    | 37       | 38       |
| Austria Wien    | 1986–87  | 2.         | 19         | 9          | —            | 1            | 2            | BEK        | —          | —          | —          | 11    | 10    | 31       | 21       |
| Austria Wien    | 1987–88  | 2.         | 26         | 11         | —            | 1            | 3            | UEFA       | —          | 2          | —          | 10    | 8     | 39       | 22       |
| Austria Wien    | Összesen | Összesen   | 120        | 81         |              | 14           | 18           |            |            | 20         | 12         | 66    | 61    | 220      | 172      |
| Összesen        | Összesen | Összesen   | 363        | 212        |              | 55           | 39           |            |            | 44         | 22         | 132   | 110   | 594      | 383      |

### Mérkőzései a válogatottban
| Magyarország | Magyarország         | Magyarország                                    | Magyarország  | Magyarország | Magyarország  | Magyarország  | Magyarország | Magyarország        |
| #            | Dátum                | Helyszín                                        | Hazai         | Eredmény     | Vendég        | Kiírás        | Gólok        | Esemény             |
| ------------ | -------------------- | ----------------------------------------------- | ------------- | ------------ | ------------- | ------------- | ------------ | ------------------- |
| 1.           | 1975. augusztus 10.  | Teherán                                         | Irán          | 1 – 2        | Magyarország  | barátságos    | -            |                     |
| 2.           | 1975. szeptember 24. | Budapest, Népstadion                            | Magyarország  | 2 – 1        | Ausztria      | Eb-selejtező  | 1            | 7'                  |
| 3.           | 1975. október 8.     | Łódź                                            | Lengyelország | 4 – 2        | Magyarország  | barátságos    | -            |                     |
| 4.           | 1975. október 15.    | Pozsony, Tehelny pole                           | Csehszlovákia | 1 – 1        | Magyarország  | barátságos    | -            |                     |
| 5.           | 1975. október 19.    | Szombathely, Rohonci úti stadion                | Magyarország  | 8 – 1        | Luxemburg     | Eb-selejtező  | 5            | 21' 32' 44' 57' 67' |
|              | 1976. február 4.     | Mexikóváros                                     | Mexikó        | 4 – 1        | Magyarország  | barátságos    | -            |                     |
|              | 1976. február 9.     | San Salvador                                    | Salvador      | 1 – 2        | Magyarország  | barátságos    | -            |                     |
| 6.           | 1976. március 27.    | Budapest, Népstadion                            | Magyarország  | 2 – 0        | Argentína     | barátságos    | 1            | 4'                  |
| 7.           | 1976. április 17.    | Banja Luka                                      | Jugoszlávia   | 0 – 0        | Magyarország  | barátságos    | -            |                     |
| 8.           | 1976. május 22.      | Budapest, Népstadion                            | Magyarország  | 1 – 0        | Franciaország | barátságos    | -            | 46'                 |
| 9.           | 1976. május 26.      | Budapest, Népstadion                            | Magyarország  | 1 – 1        | Szovjetunió   | barátságos    | -            |                     |
| 10.          | 1976. június 12.     | Budapest, Népstadion                            | Magyarország  | 2 – 0        | Ausztria      | barátságos    | -            |                     |
| 11.          | 1976. szeptember 8.  | Stockholm, Råsunda Stadion                      | Svédország    | 1 – 1        | Magyarország  | barátságos    | -            |                     |
| 12.          | 1976. szeptember 22. | Kelet-Berlin, Friedrich-Ludwig-Jahn-Sportpark   | NDK           | 1 – 1        | Magyarország  | barátságos    | -            |                     |
| 13.          | 1976. október 9.     | Athén                                           | Görögország   | 1 – 1        | Magyarország  | vb-selejtező  | -            |                     |
| 14.          | 1976. október 13.    | Bécs, Práter stadion                            | Ausztria      | 2 – 4        | Magyarország  | barátságos    | 2            | 3' 7' 46'           |
| 15.          | 1977. március 15.    | Teherán                                         | Irán          | 0 – 2        | Magyarország  | barátságos    | 1            | 81'                 |
| 16.          | 1977. március 27.    | Alicante, Estadio José Rico Pérez               | Spanyolország | 1 – 1        | Magyarország  | barátságos    | -            | 63'                 |
| 17.          | 1977. április 13.    | Budapest, Népstadion                            | Magyarország  | 2 – 1        | Lengyelország | barátságos    | 2            | 39' 75'             |
| 18.          | 1977. április 20.    | Budapest, Népstadion                            | Magyarország  | 2 – 0        | Csehszlovákia | barátságos    | -            |                     |
| 19.          | 1977. április 30.    | Budapest, Népstadion                            | Magyarország  | 2 – 1        | Szovjetunió   | vb-selejtező  | 1            | 44' 51'             |
| 20.          | 1977. május 18.      | Tbiliszi                                        | Szovjetunió   | 2 – 0        | Magyarország  | vb-selejtező  | -            |                     |
| 21.          | 1977. május 28.      | Budapest, Népstadion                            | Magyarország  | 3 – 0        | Görögország   | vb-selejtező  | 1            | 15'                 |
| 22.          | 1977. október 5.     | Budapest, Népstadion                            | Magyarország  | 4 – 3        | Jugoszlávia   | barátságos    | -            |                     |
| 23.          | 1977. október 12.    | Budapest, Népstadion                            | Magyarország  | 3 – 0        | Svédország    | barátságos    | 1            | 33'                 |
| 24.          | 1977. október 29.    | Budapest, Népstadion                            | Magyarország  | 6 – 0        | Bolívia       | vb-selejtező  | 1            | 12' 79'             |
| 25.          | 1978. április 15.    | Budapest, Népstadion                            | Magyarország  | 2 – 1        | Csehszlovákia | barátságos    | 1            | 28'                 |
| 26.          | 1978. május 24.      | London, Wembley Stadion                         | Anglia        | 4 – 1        | Magyarország  | barátságos    | -            |                     |
| 27.          | 1978. június 2.      | Buenos Aires, Estadio Monumental                | Argentína     | 2 – 1        | Magyarország  | vb-csoportkör | -            | 88′                 |
| 28.          | 1978. június 10.     | Mar del Plata, Estadio José Maria Minella (ARG) | Franciaország | 3 – 1        | Magyarország  | vb-csoportkör | -            |                     |
| 29.          | 1979. március 28.    | Budapest, Népstadion                            | Magyarország  | 3 – 0        | NDK           | barátságos    | -            |                     |
| 30.          | 1979. április 4.     | Chorzów, Slask-stadion                          | Lengyelország | 1 – 1        | Magyarország  | barátságos    | -            |                     |
| 31.          | 1979. május 19.      | Tbiliszi                                        | Szovjetunió   | 2 – 2        | Magyarország  | Eb-selejtező  | -            |                     |
| 32.          | 1979. szeptember 26. | Bécs, Práter-stadion                            | Ausztria      | 3 – 1        | Magyarország  | barátságos    | -            | 80'                 |
| 33.          | 1980. április 30.    | Kassa                                           | Csehszlovákia | 1 – 0        | Magyarország  | barátságos    | -            |                     |
| 34.          | 1980. május 31.      | Budapest, Népstadion                            | Magyarország  | 3 – 1        | Skócia        | barátságos    | -            |                     |
| 35.          | 1980. június 4.      | Budapest, Népstadion                            | Magyarország  | 1 – 1        | Ausztria      | barátságos    | -            | 76'                 |
| 36.          | 1980. augusztus 20.  | Budapest, Népstadion                            | Magyarország  | 2 – 0        | Svédország    | barátságos    | -            |                     |
| 37.          | 1980. augusztus 27.  | Budapest, Népstadion                            | Magyarország  | 1 – 4        | Szovjetunió   | barátságos    | -            |                     |
| 38.          | 1980. szeptember 24. | Budapest, Népstadion                            | Magyarország  | 2 – 2        | Spanyolország | barátságos    | -            |                     |
| 39.          | 1980. október 8.     | Bécs, Práter stadion                            | Ausztria      | 3 – 1        | Magyarország  | barátságos    | -            |                     |
| 40.          | 1980. november 19.   | Halle, Kurt-Wabbel-Stadion                      | NDK           | 2 – 0        | Magyarország  | barátságos    | -            |                     |
| 41.          | 1981. április 15.    | Valencia, Luis Casanova-stadion                 | Spanyolország | 0 – 3        | Magyarország  | barátságos    | 1            | 90'                 |
| 42.          | 1981. május 13.      | Budapest, Népstadion                            | Magyarország  | 1 – 0        | Románia       | vb-selejtező  | -            |                     |
| 43.          | 1981. május 20.      | Oslo, Ullevaal Stadion                          | Norvégia      | 1 – 2        | Magyarország  | vb-selejtező  | -            |                     |
| 44.          | 1981. június 6.      | Budapest, Népstadion                            | Magyarország  | 1 – 3        | Anglia        | vb-selejtező  | -            |                     |
| 45.          | 1981. szeptember 23. | Bukarest, Augusztus 23. Stadion                 | Románia       | 0 – 0        | Magyarország  | vb-selejtező  | -            |                     |
| 46.          | 1981. október 14.    | Budapest, Népstadion                            | Magyarország  | 3 – 0        | Svájc         | vb-selejtező  | 2            | 23' 50'             |
| 47.          | 1981. október 31.    | Budapest, Népstadion                            | Magyarország  | 4 – 1        | Norvégia      | vb-selejtező  | -            |                     |
| 48.          | 1982. február 14.    | Christchurch, II. Erzsébet Stadion              | Új-Zéland     | 1 – 2        | Magyarország  | barátságos    | -            |                     |
| 49.          | 1982. március 24.    | Budapest, Népstadion                            | Magyarország  | 2 – 3        | Ausztria      | barátságos    | 1            | 69'                 |
| 50.          | 1982. június 15.     | Elche, Nueva Estadio (ESP)                      | Magyarország  | 10 – 1       | Salvador      | vb-csoportkör | 2            | 4' 83'              |
| 51.          | 1982. június 18.     | Alicante, Estadio José Rico Pérez (ESP)         | Argentína     | 4 – 1        | Magyarország  | vb-csoportkör | -            |                     |
| 52.          | 1982. június 22.     | Elche, Nueva Estadio (ESP)                      | Belgium       | 1 – 1        | Magyarország  | vb-csoportkör | -            |                     |
| 53.          | 1983. március 27.    | Luxembourg                                      | Luxemburg     | 2 – 6        | Magyarország  | Eb-selejtező  | 1            | 41'                 |
| 54.          | 1983. április 13.    | Coimbra, Municipal-stadion                      | Portugália    | 0 – 0        | Magyarország  | barátságos    | -            |                     |
| 55.          | 1983. április 17.    | Budapest, Népstadion                            | Magyarország  | 6 – 2        | Luxemburg     | Eb-selejtező  | 2            | 34' 63'             |
| 56.          | 1983. április 27.    | London, Wembley Stadion                         | Anglia        | 2 – 0        | Magyarország  | Eb-selejtező  | -            |                     |
| 57.          | 1983. május 15.      | Budapest, Népstadion                            | Magyarország  | 2 – 3        | Görögország   | Eb-selejtező  | 1            | 24'                 |
| 58.          | 1983. június 1.      | Koppenhága, Idraets Park                        | Dánia         | 3 – 1        | Magyarország  | Eb-selejtező  | 1            | 30'                 |
| 59.          | 1983. szeptember 7.  | Budapest, Népstadion                            | Magyarország  | 1 – 1        | NSZK          | barátságos    | 1            | 43'                 |
| 60.          | 1983. október 12.    | Budapest, Népstadion                            | Magyarország  | 0 – 3        | Anglia        | Eb-selejtező  | -            |                     |
| 61.          | 1984. május 23.      | Székesfehérvár, Sóstói Stadion                  | Magyarország  | 0 – 0        | Norvégia      | barátságos    | -            |                     |
| 62.          | 1984. június 6.      | Brüsszel, Heysel Stadion                        | Belgium       | 2 – 2        | Magyarország  | barátságos    | 1            | 59'                 |
| 63.          | 1984. szeptember 26. | Budapest, Népstadion                            | Magyarország  | 3 – 1        | Ausztria      | vb-selejtező  | -            |                     |
| 64.          | 1984. október 17.    | Rotterdam, Feijenoord Stadion                   | Hollandia     | 1 – 2        | Magyarország  | vb-selejtező  | -            |                     |
| 65.          | 1984. november 17.   | Limassol, Tszirion Stadion                      | Ciprus        | 1 – 2        | Magyarország  | vb-selejtező  | 1            | 89'                 |
| 66.          | 1985. január 29.     | Hamburg, Volksparkstadion                       | NSZK          | 0 – 1        | Magyarország  | barátságos    | -            |                     |
| 67.          | 1985. április 3.     | Budapest, Népstadion                            | Magyarország  | 2 – 0        | Ciprus        | vb-selejtező  | 1            | 48'                 |
| 68.          | 1985. április 17.    | Bécs, Hanappi Stadion                           | Ausztria      | 0 – 3        | Magyarország  | vb-selejtező  | -            |                     |
| 69.          | 1985. május 14.      | Budapest, Népstadion                            | Magyarország  | 0 – 1        | Hollandia     | vb-selejtező  | -            |                     |
| 70.          | 1985. október 16.    | Cardiff, Ninian Park                            | Wales         | 0 – 3        | Magyarország  | barátságos    | -            |                     |
|              | Összesen             |                                                 |               | 70           | mérkőzés      |               | 32           | gól                 |